# Wind (film, 1992)
Pour les articles homonymes, voir Wind.
Pour plus de détails, voir Fiche technique et Distribution.
Wind est un film américain de 2h06, réalisé par Carroll Ballard, sorti en 1992 et produit en 1989.

## Synopsis
En 1983, Will Parker choisit de disputer la finale de la Coupe de l'America plutôt que de rester avec Kate Bass, sa petite amie. Il perd la finale face à l'équipage australien et Kate le quitte. Il la retrouve alors qu'elle a un nouveau petit ami, l'ingénieur Joe Heiser, et les persuade tous deux de l'aider à construire un nouveau voilier pour reconquérir la coupe.

## Fiche technique
- Réalisation : Carroll Ballard
- Scénario : Rudy Wurlitzer et Marc Gudgeon[3]
- Photographie : John Toll
- Montage : Michael Chandler
- Musique : Basil Poledouris
- Société de production : American Zoetrope
- Pays d'origine :  États-Unis
- Langue originale : anglais
- Format : couleur - 1,85:1 - Dolby
- Genre : Action et drame
- Durée : 126 minutes (2h06)
- Dates de sortie : 
  -  États-Unis : 11 septembre 1992
  -  France : 8 août 1994

## Choix des interprètes
Les personnages principaux sont joués par Jennifer Grey (Dirty Dancing) dans le rôle de Kate Bass & Matthew Modine (Full Metal Jacket) dans celui de Will Parker.

## Distribution
- Matthew Modine (VF : William Coryn) : Will Parker
- Jennifer Grey : Kate Bass
- Cliff Robertson : Morgan Weld
- Jack Thompson : Jack Neville
- Stellan Skarsgård : Joe Heiser
- Rebecca Miller (VF : Déborah Perret) : Abigail Weld
- Ned Vaughn : Charley Moore
- James Rebhorn (VF : Jean-Pierre Leroux) : George
- Ron Palillo : Tony
- Michael Higgins : Artemus

## Production
Mata Yamamoto et Tom Luddy
Producteurs exécutifs : Francis Ford Coppola et Red Fuchs.

## Accueil
Le film a rapporté 5 519 000 $ au box-office américain.
Il obtient 55 % de critiques positives, avec une note moyenne de 6/10 et sur la base de 11 critiques collectées, sur le site Rotten Tomatoes.